# 마누엘 파스콸
마누엘 파스콸(이탈리아어: Manuel Pasqual, 1982년 3월 13일, 산도나디피야베 ~ )은 과거 이탈리아 축구 국가대표팀에서 뛰었던 이탈리아의 전 축구선수이다. 그는 크로스를 잘 올리는 왼쪽 풀백으로, 데드 볼 상황에서 특히 뛰어나며 소속팀에서 코너킥 같은 프리킥을 주로 전담했다.

## 클럽 경력

### 초창기 경력
데르토나와 포르데노네 같은 세리에 D팀에서 두 시즌을 보낸후, 2002년 1월에 세리에 C1의 아레초에 입단하였다. 또한 그 이전에 세리에 C1의 팀인 트레비소에서도 한 시즌을 있었다. 파스콸은 아레초의 키 플레이어가 되었고 세리에 B 승격의 촉매제중 하나였다. 파스콸을 아레초에서 뛰어난 경기력을 한 시즌 더 보여줬다.

### 피오렌티나
파스콸은 공동 소유계약으로 2005년 7월 4일에 피오렌티나에 입단하였다. 그는 2005년 9월 18일 4-2로 끝난 우디네세와의 경기에서 세리에 A 데뷔전을 치렀다. 그는 그의 첫 세리에 A 시즌에서 좋은 모습을 보여줘, 이탈리아 축구 국가대표팀의 감독 마르첼로 리피의 소집을 받기도 하였다. 피오렌티나는 2006년 6월에 그의 모든 권리에 대한 비용을 지불하였다.
피오렌티나에서, 파스콸은 그의 강력한 왼발과 볼을 찾아 달려드는 승부욕으로 알려졌다. 2007–2008 시즌을 실망스러운 모습을 보이자, 파스콸은 유벤투스 그리고 나폴리와 강한 연결이 되었고 후안 마누엘 바르가스의 이적으로 팀을 떠날것이 거의 확실시 되었다. 하지만 바르가스가 수비에서 실망적인 모습을 보이자 그를 공격수로 전환시켰고 파스콸은 2008–2009 시즌에 그의 실력을 비판했던 사람들을 실력으로 침묵시켰고 심지어 2년만에 첫 골을 넣었다.
2009년 7월에 파스콸은 피오렌티나와 3년 새계약을 맺었다 그는 2011년 11월에 계약을 연장하였다.
2012-13 시즌 이후로, 파스콸은 피오렌티나의 주장이 되었다.

## 국가대표팀 경력
파스콸은 비올라에서 꾸준한 출전을 하였고, 그의 실력이 출중하여 이탈리아 축구 국가대표팀 감독 마르첼로 리피는 그를 2006년 3월 1일 그의 소속팀 홈 경기장인 스타디오 아르테미오 프란키에서 열린 독일 축구 국가대표팀과의 친선전에 소집하였다. 이탈리아는 4-1로 가볍게 독일을 이겼지만, 파스콸은 경기가 끝나기 몇분전에 출전했을 뿐이였다. 그는 2006년 월드컵 우승후에 새로운 대표팀 감독이였던 로베르토 도나도니의 주목을 받아, UEFA 유로 2008 예선 9월에 열린 리투아니아와 프랑스 그리고 10월 우크라이나와 조지아의 경기에 소집되었다. 2013년 9월 10일에 이탈리아 대표팀 감독 체사레 프란델리에 의해 체코와의 2014년 FIFA 월드컵 예선에 출전하였다.